# Buďonovský kůň

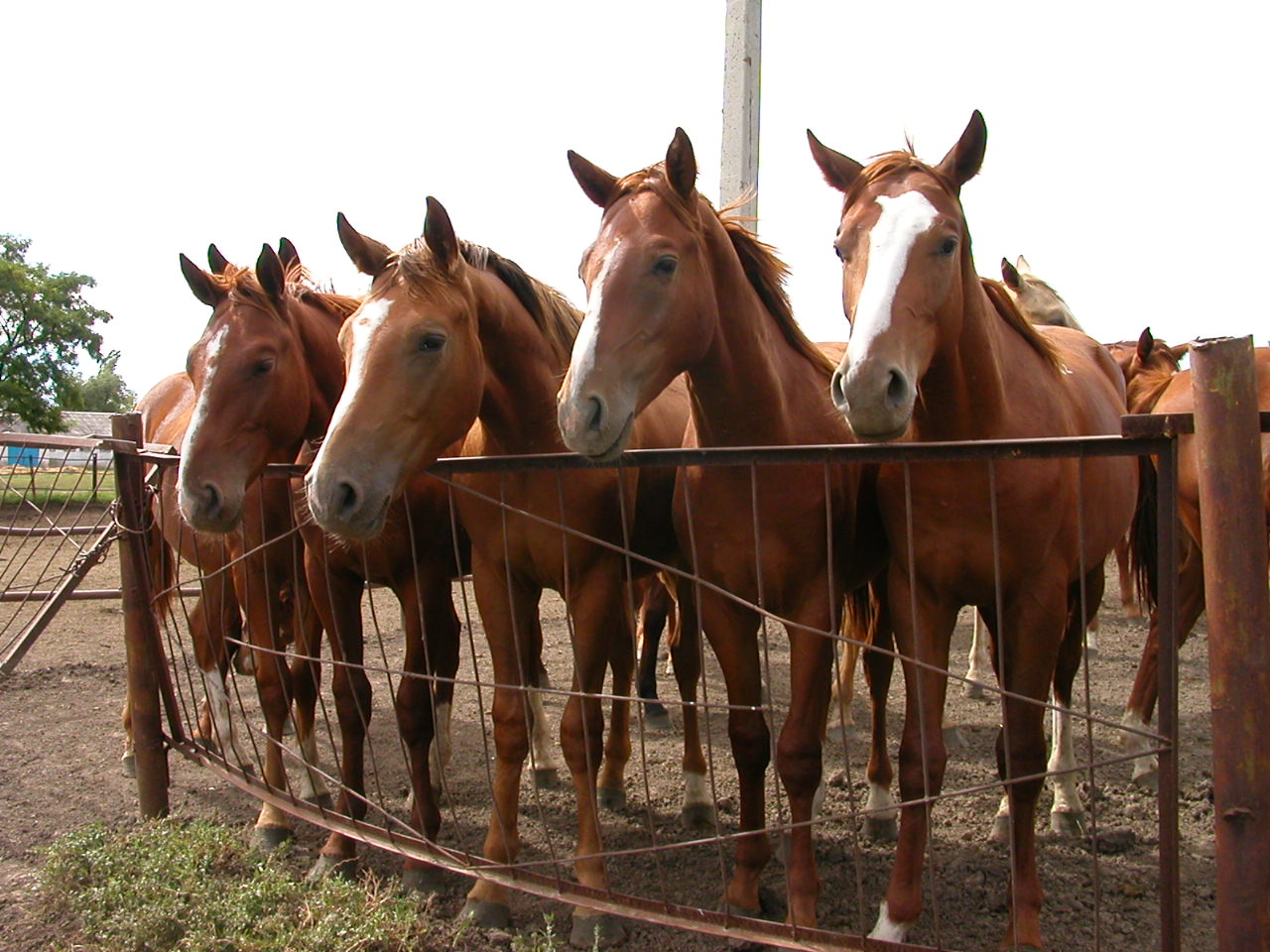
Buďonovský kůň

Buďonovský kůň vznikl na území bývalé SSSR křížením místních klisen s anglickými plnokrevníky. Jméno získal po sovětském maršálovi Semjonovi Buďonném. Jedná se o plnokrevníka, který je v Rusku dodnes velmi oblíbeným plemenem. Kohoutková výška buďonovského koně se dnes pohybuje kolem 155-163 cm.

## Sport
Plemeno je proslulé úspěchy ve vytrvalostních soutěžích a drezuře. Velmi úspěšné je ale i v cross-country a skokových soutěžích. Hřebec Erudit buďonovského plemene vyhrál jako osmiletý Velkou pardubickou steeplechase.

## Exteriér
Buďonovský kůň má pevnou, silnou kostru, mohutnou tělesnou stavbu, ušlechtilou hlavu a vzhledem je velmi blízký plnokrevníkovi. Asi 80 % koní má ryzou barvu srsti.